# Musique religieuse
La musique religieuse ou musique sacrée regroupe les genres musicaux associés d'une manière ou d'une autre aux pratiques religieuses d'un groupe social donné. 
Le concept s'oppose donc à celui de musique profane. 

## Variantes et caractéristiques
La musique religieuse regroupe plusieurs genres musicaux :
- La musique rituelle ou musique liturgique, qui est celle utilisée dans le culte ordinaire, généralement exécutée par des religieux à l'intérieur d'un édifice à vocation religieuse, mais aussi celle qui est utilisée dans le culte extraordinaire, souvent exécutée en extérieur, à certaines périodes ou face à certains événements (maladie, sécheresse, etc.) par des personnes désignées par la communauté en vertu de leur accointance avec le divin (chamanisme, etc.) ;
- La musique dévotionnelle, qui est pratiquée autant à l'intérieur qu'à l'extérieur de toutes structures religieuses (morale ou physique), par des laïcs ou non, et qui est un soutien au culte ;
- La musique sacrée, qui dans un sens large désigne toute musique réservée à l'adoration, et qui a aussi désigné, depuis la fin du XIXe siècle en Occident, la musique savante accompagnant le culte chrétien ;
- La musique spirituelle, qui accueille un vaste choix de genres divers, y compris non traditionnels, destinés à l'élévation spirituelle des auditeurs en dehors de tout cadre religieux.

La musique est particulièrement prisée par les cultes chrétiens, hindous ou sikhs, dont elle est un élément inhérent. En revanche la musique islamique et la musique bouddhique ont pu susciter des débats ; il existe pourtant un vaste répertoire de musiques émanant d'elles. 
Il est difficile de définir un type de structure musicale adaptée plus particulièrement à la musique religieuse. Mais on a pu relever des parallèles entre le monothéisme, la tonalité et l'homophonie d'une part, et le polythéisme (ou panthéisme) et l'hétérophonie d'autre part. En réalité, il est parfaitement clair que la polyphonie occidentale est née dans les églises européennes dès le haut Moyen-Âge et qu'elle s'y est développée ensuite pendant de longs siècles.
Il existe de par le monde diverses traditions de musiques sacrées selon les confessions religieuses : musique bouddhique - musique chrétienne - musique hindoue - musique juive - musique islamique - musique sikhe, etc.

## Musique vocale et instrumentale
La musique religieuse est fréquemment vocale, lorsqu'elle utilise, ou s'inspire, des textes considérés comme sacrés. Par exemple, des psaumes, le chant grégorien, un oratorio, des negro spirituals, etc., constituent de la musique sacrée. La musique religieuse vocale peut être soutenue par un accompagnement instrumental ; dans le cas contraire, on dit qu'elle est interprétée « a cappella ».
Mais elle peut être également instrumentale, c'est-à-dire, exclusivement destinée aux instruments :
- Soit parce qu'elle est simplement associée à un rituel de nature spirituelle (offertoire dans le rite de la messe, par exemple). Par exemple, dans la musique baroque, une sonate d'église, appelée également « sonata da chiesa », doit être nécessairement jouée dans une église. Elle doit donc respecter le lieu consacré et peut être assimilée à de la musique sacrée.
- Soit parce qu'elle est destinée à un instrument de musique traditionnellement dévolu à un usage sacré, ou sacré lui-même. Cela peut être le cas de l'orgue ou de l'harmonium, instruments habituellement liés à l'accompagnement de la liturgie chrétienne. Le saz ou le tambour sont des luths sacrés pour les communautés kurdes, et ils s'inscrivent au cœur de la pratique religieuse comme le ciboire peut l'être dans la religion chrétienne.

## Par religion

### Musique chrétienne

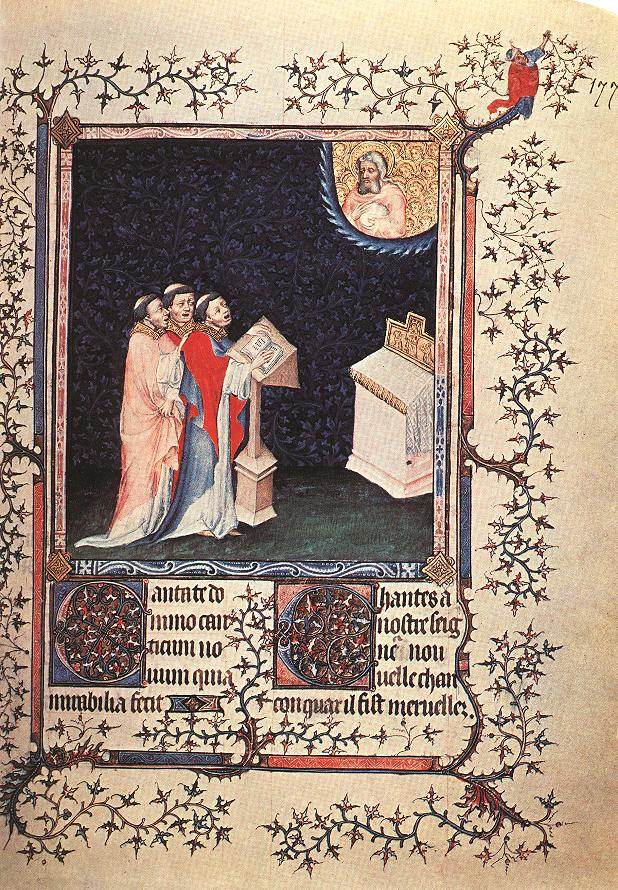
Chantres devant un lutrin. Psautier de Jean de Berry, vers 1386, f.177.

La musique chrétienne est sans doute celle qui a abouti à la création du plus important répertoire de musiques religieuses au long des siècles. Alors qu'à l'origine seuls quelques hymnes et psaumes nourrissaient la foi, l'Église catholique romaine a très vite développé un chant vocal ayant abouti au chant grégorien, puis à la musique sacrée composée par les musiciens savants les plus éminents et enfin à des musiques plus populaires telles que le negro spirituals ou le gospel.
L'Église catholique romaine a consacré quelques documents magistériels à la musique sacrée, dont Tra le Sollecitudini et Musicæ Sacræ de Pie X et Pie XII, et compte un Institut pontifical de musique sacrée.
Les Églises réformées devaient suivre ses pas, à l'inverse de l'Église orthodoxe, plus réservée quant à l'usage de la musique byzantine au sein du culte.

### Musique hindoue
La musique hindoue est intimement associée à la musique indienne et est censée provenir des dieux. Le kirtan et le bhajan en sont les formes les plus communes, en dehors de l'accompagnement musical des pujas.

### Musique islamique

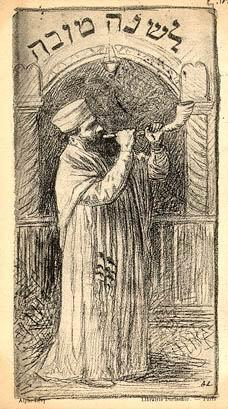
Chantre avec shophar.

La musique islamique n'est développée qu'au sein du culte officiel, il existe une très grande variété de musiques dévotionnelles répandues au sein des confréries soufies notamment, dont le qawwalî ou le sama[Lequel ?] sont les exemples les plus connus.

### Musique juive
La musique juive est basée depuis les temps les plus anciens sur la cantillation rituelle, mais elle a acquis au fil des siècles des formes musicales dévotionnelles variées en raison de la dissémination des fidèles au sein de cultures fort différentes. On distingue par exemple la musique méditerranéenne sépharade, la musique slave ashkénaze, les musiques d'influences yéménite, turque, russe, etc.

### Musique sikhe
La musique sikhe dérive de la musique indienne et hindoue, mais elle a su développer et conserver au fil des siècles un répertoire particulier basé sur les kirtans et qui est essentiel à la pratique religieuse.

### Musique bouddhique

#### Musique bouddhique
La musique bouddhique est essentiellement une musique dévotionnelle. En Chine, le chant nianfo est plus particulièrement conçu comme un type de mantra utilisé en méditation. Il est chanté doucement selon le  maitre du bouddhisme chinois chan[Lequel ?] moderne Nan Huaijin. Lorsque des pensées troublantes surviennent, le nianfo est répété pour les chasser. À terme, il permet à l’esprit d’atteindre le samadhi. Par ailleurs, le Sûtra du Lotus a exercé une influence sur la musique bouddhique en Inde, Chine, Corée, ou au Japon.
Ache Lhamo (litt. : « Sœur déesse ») est un opéra populaire tibétain. Il s’agit d’une combinaison de danses, de chants et de chansons. Le répertoire provient de l’historiographie bouddhiste et tibétaine. « L'opéra tibétain » est inscrit en 2009 par l'Unesco sur la liste représentative du patrimoine culturel immatériel de l'humanité.

#### Musique shintoïste

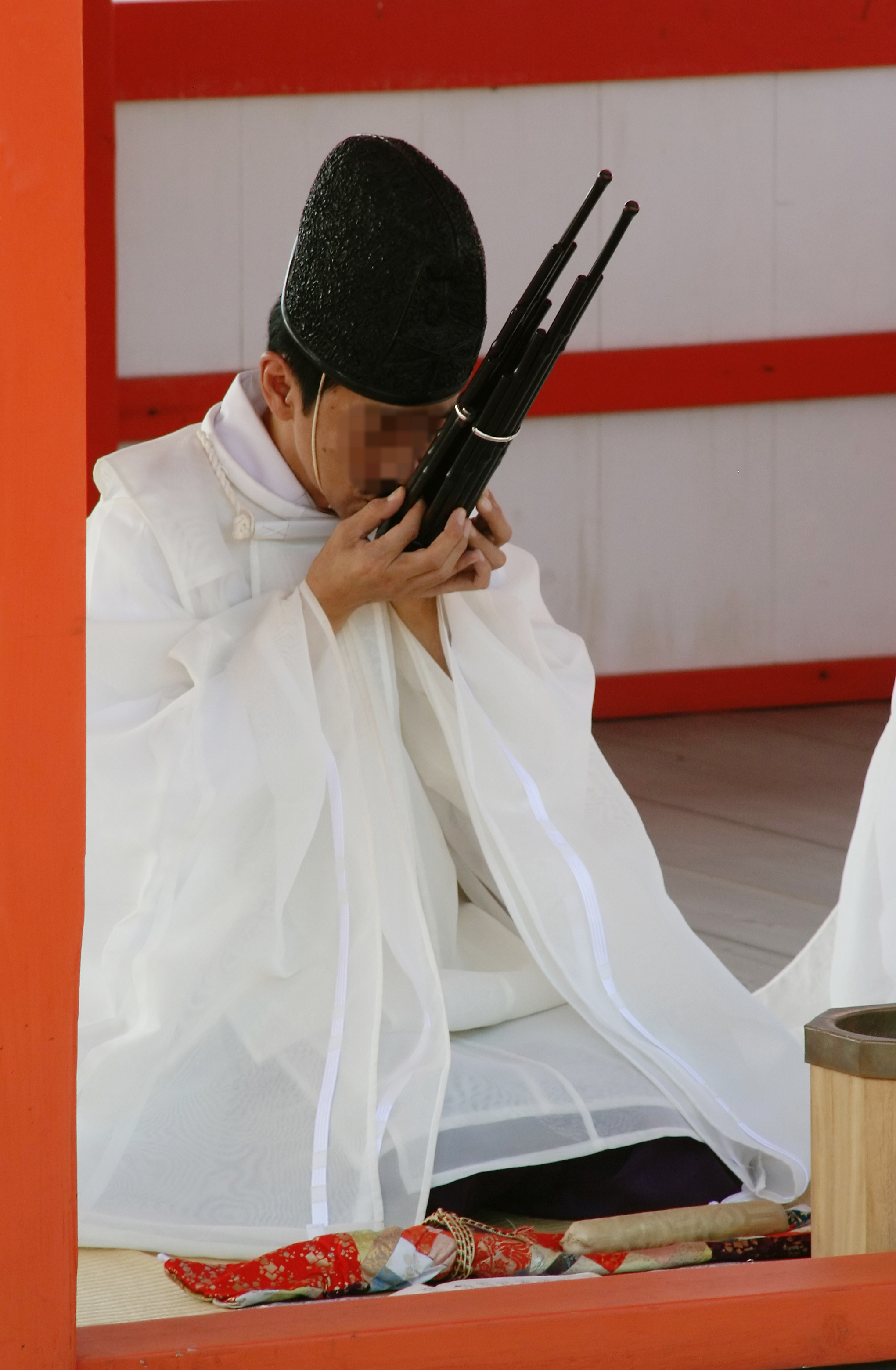
Shintoïste jouant du shō.

La musique shintoïste est dérivée d'éléments autochtones anciens et d'autres, chinois, ayant formé la musique de Cour japonaise, le  gagaku. Le genre mikagura est particulièrement réservé au culte sacré et impérial, tandis que le genre satokagura est réservé à la dévotion populaire.

### Musiques afro-américaines

#### Musique afro-caribéenne
On retrouve divers cultes d'influences africaines au sein des Caraïbes : santeria, vaudou, nyabinghi et spiritisme (espiritismo). La musique y joue un rôle essentiel dans la transe collective.

#### Musique rastafarie
Le nyabinghi est la musique rituelle jouée lors des grounations rastas. Elle a donné naissance à une musique spirituelle et politique : le reggae.

#### Musique afro-brésilienne
On retrouve aussi ici des influences africaines dans le rituel musical de la macumba ou du candomblé.